# アイ・ラヴ・ユー、OK
「アイ・ラヴ・ユー、OK」（I LOVE YOU,OK）は、矢沢永吉の楽曲。矢沢のソロデビューシングルとして、1975年9月21日にCBS・ソニーから発売された。

## 概要
この曲は矢沢が18歳の時に作曲し、上京前からずっと温めてきたもので、当初は矢沢による英詞が付けられた。その英詞は、ライブアルバム『スーパーライブ 日本武道館』にて一部を聴くことができる。
デビュー前、バンド活動をしながらメンバーを模索していた時期に、見込みのありそうな者に聴かせ、将来の夢を語っていた。キャロル結成前、東芝EMI（現・EMIミュージック・ジャパン）にデモテープを持ちこみ、この曲を披露したものの、フォーク全盛の当時においては受け入れられず、結局デビューには至らなかった。キャロル解散後、満を持してこの曲でソロ・デビューを果たす。
しかし、叙情性の高いロッカバラードはキャロル路線を期待したファンには受け入れ難く拒絶され、当時の評価は低かった。B面「セクシー・キャット」の方が、キャロル時代に近い楽曲だった分ラジオなどのリクエストは多かったという。
それでも矢沢は1976年日比谷公演、1977年日本武道館公演、1978年後楽園球場公演と本曲をステージで歌い続け、当時発表した著書『成りあがり』においても、「50歳になっても5万人くらいのキャパでコンサートをやりたい。その時、自分は何を歌うだろうか」という自らへの問いに、この曲の名を答えていた。
その50歳となって迎えた1999年9月15日、7万人の観衆を迎えて横浜国際総合競技場（現・日産スタジアム）で行われた50歳バースデーライブ『TONIGHT THE NIGHT!〜ありがとうが爆発する夜〜』にて、この曲を歌っている最中、2番の歌詞「長くつらい道も…」の部分で感極まり、歌唱が出来ず絶句してしまう。この模様はコンサートと同名で発売されたDVDにて見ることが出来る。

## リリース
CBS・ソニーから1975年9月21日にソロ第1弾シングルとして、アルバム『I LOVE YOU,OK』と同時発売された。
1990年にリリースしたシングル「PURE GOLD」のカップリングに、ロサンゼルスにてレコーディングされた「I LOVE YOU,OK -1990 version-」が収録され、AXIAビデオ・イメージソングに起用された。

## 収録曲
全作詞：相沢行夫　作曲：矢沢永吉　編曲：マイク・メルボーン
1. アイ・ラヴ・ユー、OK
2. セクシー・キャット

## 収録作品

### アルバム
- I LOVE YOU,OK（1975年9月21日）
- スーパーライブ 日本武道館（1977年11月21日） ※ライブ音源
- LIVE 後楽園スタジアム（1978年12月5日） ※ライブ音源
- The Rock 6.2.1980 NIPPON BUDOKAN LIVE（1980年11月28日） ※ライブ音源
- 矢沢永吉全集（1985年11月21日） ※『LIVE 後楽園スタジアム』と同内容
- THE ORIGINAL（1990年10月31日） ※「I LOVE YOU,OK -1990 version-」収録
- E.Y 70'S（1997年10月1日）
- LIVE DECADE 1990〜1999（2000年3月29日） ※ライブ音源
- ALL TIME BEST ALBUM（2013年5月15日）

### ビデオ・DVD・Blu-ray
※注釈のない作品は全てライブ映像
- 矢沢永吉ヒストリー（1984年）
- Rock'n'Roll Army '90 BUDOKAN（1991年）
- 1991 Big Beat BUDOKAN（1992年）
- EIKICHI YAZAWA VIDEO CLIPS（1993年） ※「I LOVE YOU,OK -1990 version-」ミュージック・ビデオ収録
- The name is YAZAWA Concert Tour 1994（1995年）
- WILD HEART EIKICHI YAZAWA CONCERT TOUR 1996（1998年）
- SUBWAY EXPRESS LIVE IN BUDOKAN（1999年）
- TONIGHT THE NIGHT!〜ありがとうが爆発する夜〜（2000年）
- THE FILMS VIDEO CLIPS 1982-2001（2001年） ※「I LOVE YOU,OK -1990 version-」ミュージック・ビデオ収録
- THE STAR IN HIBIYA（2001年）
- ONE MAN in BUDOKAN EIKICHI YAZAWA CONCERT TOUR 2002（2003年）
- Rock Opera EIKICHI YAZAWA（2004年）
- FIFTY FIVE WAY in BUDOKAN（2005年）
- Rock Opera2（2007年）
- THE REAL（2008年）
- STAY ROCK EIKICHI YAZAWA 69TH ANNIVERSARY TOUR 2018（2018年）

## 発売後
ロバータ・フラックやギターウルフなど、多数のアーティストによってカバーされている。中でも2001年にギターウルフによってカバーされたものは、爆音サウンドで知られる同バンドながら楽曲はセイジの弾き語り形式となっている（ただしギターはやはり爆音）。
映画『モヒカン故郷に帰る』にてブラスバンドとしてこの曲が演奏される場面がある。 吹奏楽部コーチ田村治（柄本明）、主人公の田村永吉（松田龍平）の指揮のもと、部長・清水さん役として富田望生、部員の野呂清人役として小柴亮太、エキストラとして仁方中学校（広島県呉市）吹奏楽部の生徒8人と演奏された。撮影は同市の下蒲刈中学校、下蒲刈病院で行われた。劇中では冒頭に荘厳寺での演奏会、吹奏楽部の練習として下蒲刈病院の屋上から指揮を行い隣接する下蒲刈中学校屋上での演奏、治の息子であり主人公である永吉の指揮のもとアドリブで曲調を変えての演奏として合計3回演奏シーンがある。

## カバー
- Mi-Ke - アルバム「朝まで踊ろう 悲しきテディ・ボーイ」（1992年）